# The Return of Tarzan
The Return of Tarzan (Brasil: A Volta de Tarzan / Portugal: O Regresso de Tarzan) é um romance de autoria do escritor norte-americano Edgar Rice Burroughs. Publicado em 1915, é o segundo de uma série de vinte e quatro livros sobre o personagem Tarzan.

## Resumo
Após renunciar ao título de Greystoke em Londres, um triste Tarzan retorna a Paris. Seu amigo Paul D'Arnot, convencido de que o herói não vai conseguir assimilar as leis e regras dos homens, arranja para ele um emprego no serviço secreto francês.
Em missão na Argélia, Tarzan desbarata uma rede de espiões russos e faz amizade com uma tribo de beduínos. Mas trava conhecimento, também, com Nicholas Rokoff, um feroz inimigo. Rokoff acaba por atirá-lo ao mar, na mesma costa ocidental da África onde fora criado.
O homem macaco, então, junta-se à tribo Waziri em uma viagem à procura da cidade perdida de Opar, onde são capturados pelos seus habitantes, brutamontes semelhantes a feras. A Grã-Sacerdotisa de Opar, no entanto, é uma beldade cruel e lasciva chamada La, que se apaixona por ele e, em decorrência disso, recusa-se a entregá-lo em sacrifício ao deus sol.
Tarzan consegue fugir, mas o que ele não sabe é que sua adorada Jane, seu primo -- e noivo de Jane -- William Cecil Clayton, e o arqui-inimigo Nicholas Rokoff -- disfarçado como o gentil Monsieur Thuran -- também naufragaram na costa africana. Jane e William deixam um doente Rokoff numa palhoça e partem à procura de ajuda. Contudo, voltam a correr perigo, pois são caçados pelos selvagens de Opar, que procuram novas vítimas para seus rituais pagãos.

## História editorial
Escrita de dezembro de 1912 a 8 de janeiro de 1913, com o título de Monsieur Tarzan, a obra foi submetida à revista pulp norte-americana New Story como The Ape Man e publicada por esta em sete números, entre junho e dezembro de 1913, já com o título definitivo.
A primeira edição em livro saiu em 10 de março de 1915, pela editora A.C. McClurg.
No Brasil, o romance foi lançado pela Companhia Editora Nacional em 1933, como o número 7 da afamada coleção Terramarear, com quinze mil exemplares. Houve reedições em 1946, 1948, 1954, 1956, 1959 e 1968, em quantidades que variaram entre quinze mil, dez mil e cinco mil exemplares.
Ainda no Brasil, romance saiu em 1959 pela CODIL - Companhia Distribuidora de Livros,  dentro de um lote de doze volumes com as aventuras do homem  macaco. O artista Manoel Victor Filho ilustrou a edição.
Em Portugal, o romance foi editado pela Portugal Press, de Lisboa, assim como todos os outros da série.

## Adaptações

### Quadrinhos

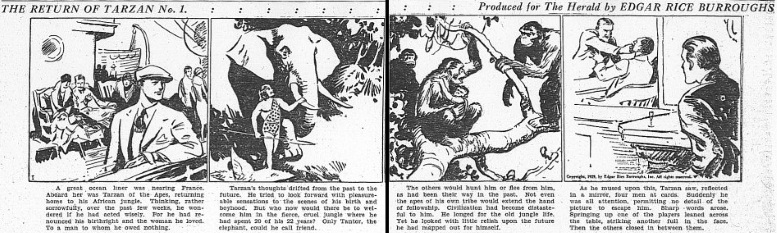
Primeira tira de The Return of Tarzan por R. W. Palmer e Rex Maxon (1929)

A primeira quadrinização foi na forma de tiras diárias, entre 3 de junho e 17 de agosto de 1929, com desenhos de Rex Maxon e roteiro de R. W. Palmer.
A primeira edição para revistas em quadrinhos é de autoria do ilustrador Russ Manning e do roteirista Gaylord Du Bois, tendo sido publicada nos Estados Unidos pela Gold Key (selo da Western Publishing) em fevereiro de 1966. A adaptação, bastante condensada, omite as aventuras na Europa e tem início com Tarzan já na costa africana. No Brasil, a história foi publicada pela EBAL em 1968, na coleção Lança de Prata, e reeditada em 1986 na revista Tarzan.
Entre abril e setembro de 1973, a DC Comics publicou sua adaptação, ilustrada e roteirizada por Joe Kubert. No Brasil, a EBAL editou a história no ano seguinte, enquanto a Devir relançou-a em março de 2011, com o título alterado para A Volta do Rei das Selvas. Mais fiel ao original, a aventura começa em Paris. A editora Dynamite Entertainment adaptou livro em Lord of the Jungle #9-14, publicada entre 2012 e 2013.

### Outras
Em 1936, a Withman, selo da Western Publishing publicou uma adaptação para a série de livros ilustrados Big Little Books com desenhos de Rex Maxon.

### Cinema e TV

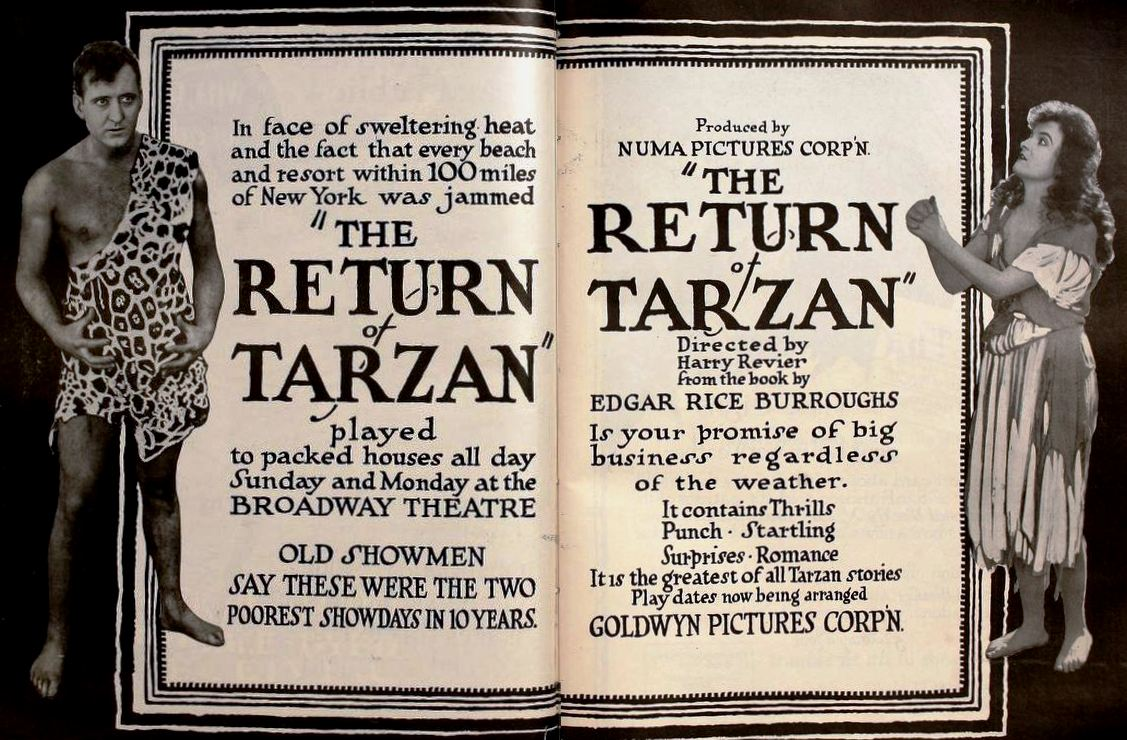
Cartaz promocional do filme The Revenge of Tarzan quando o título ainda era o mais apropriado The Return of Tarzan. A mudança ocorreu por motivos puramente comerciais.

O romance foi vagamente adaptado para o cinema em The Revenge of Tarzan, de 1920, estrelado por Gene Pollar e Karla Schramm. Segundo os produtores, o novo título, decidido às portas da estreia, "é mais forte. É mais dramático. É como um soco".
O enredo do livro foi utilizado, em parte, no seriado em quinze episódios The Adventures of Tarzan, de 1921, com Elmo Lincoln e Louise Lorraine. O roteiro era composto ainda por elementos de Tarzan and the Jewels of Opar e "muita invenção". Lincoln tornou-se o primeiro Tarzan do cinema ao estrelar Tarzan of the Apes e The Romance of Tarzan, ambos em 1918.
O livro também teve serventia esporádica para o roteiro de Tarzan's Return, o piloto da telessérie Tarzan: The Epic Adventures, produzida entre 1996 e 1997. Estrelada por Joe Lara e sem Jane, a série teve vinte e dois episódios em sua temporada única.